# トウ
トウ（籐）は、広義にはヤシ科トウ亜科の植物のうち、つる性の茎を伸ばす植物の総称（13属約600種）。ロタンやラタンともいう。英名のラタン(英:en:rattan)はマレー語に由来する。そのうち特に代表的なヤシ科トウ属の蔓性木本（300種から400種）をいうこともある。トウの繊維は植物中で最長かつ最強ともいわれ家具や籠などの材料にされる。

## 分布
アフリカやアジア、ジャマイカ、オーストラリアの熱帯域に分布する。トウ亜科の分布の北限は台湾で日本には自生せず栽培もされていない。

## 特徴
最初は他のヤシ科植物と同じくロゼットである程度太くなると直立した枝を伸ばす。しかし、次の段階で他のヤシ科植物とは異なる、つる植物としての性質が現れ、ほかの樹木などを支えにして成長する。幹は直径 2-5cmほどの細いつる状。トウには節があり表皮にはトゲがある。外見は竹にも似ているが、内部の構造や生長の仕方はまったく異なる。トゲは他の植物によじ登る際の登攀装置で葉の先端部のものをシルス、不稔の花序をフラジェルムと呼ぶ。また、茎のトゲには動物に踏みつけられたり食べられたりするのを防ぐ役割がある。
サゴヤシ属 Metroxylon やピガフェッタ属 Pigafetta、 ラフィア属 Raphia などは太く直立した幹をもつ。

## 種類
ウィキスピーシーズより。
- Ancistrophyllinae
  - エレモスパタ属 Eremospatha
  - ラッコスペルマ属 Laccosperma
- トウ亜連 Calaminae
  - トウ属 Calamus
  - カロスパタ属 Calospatha
  - ケラトロブス属 Ceratolobus
  - ヒメトウ属（キリンケツ属） Daemonorops
  - エレイオドクサ属 Eleiodoxa
  - ポゴノティウム属 Pogonotium
  - レティスパタ属 Retispatha
  - サラッカ属 Salacca - サラクなど
- Eugeissoninae
  - エウゲイッソナ属 Eugeissona
- メトロクシロン亜連 Metroxylinae
  - トウサゴヤシ属 Korthalsia
  - サゴヤシ属 Metroxylon - サゴヤシなど
- Oncocalaminae
  - コブダネヤシ属 Oncocalamus
- Pigafettinae
  - ピガフェッタ属 Pigafetta
- Plectocomiinae
  - ジャモントウ属 Myrialepis
  - シロジクトウ属 Plectocomia
  - シロジクトウモドキ属 Plectocomiopsis
- Raphiinae
  - ラフィア属 Raphia

## 利用

### 籐細工

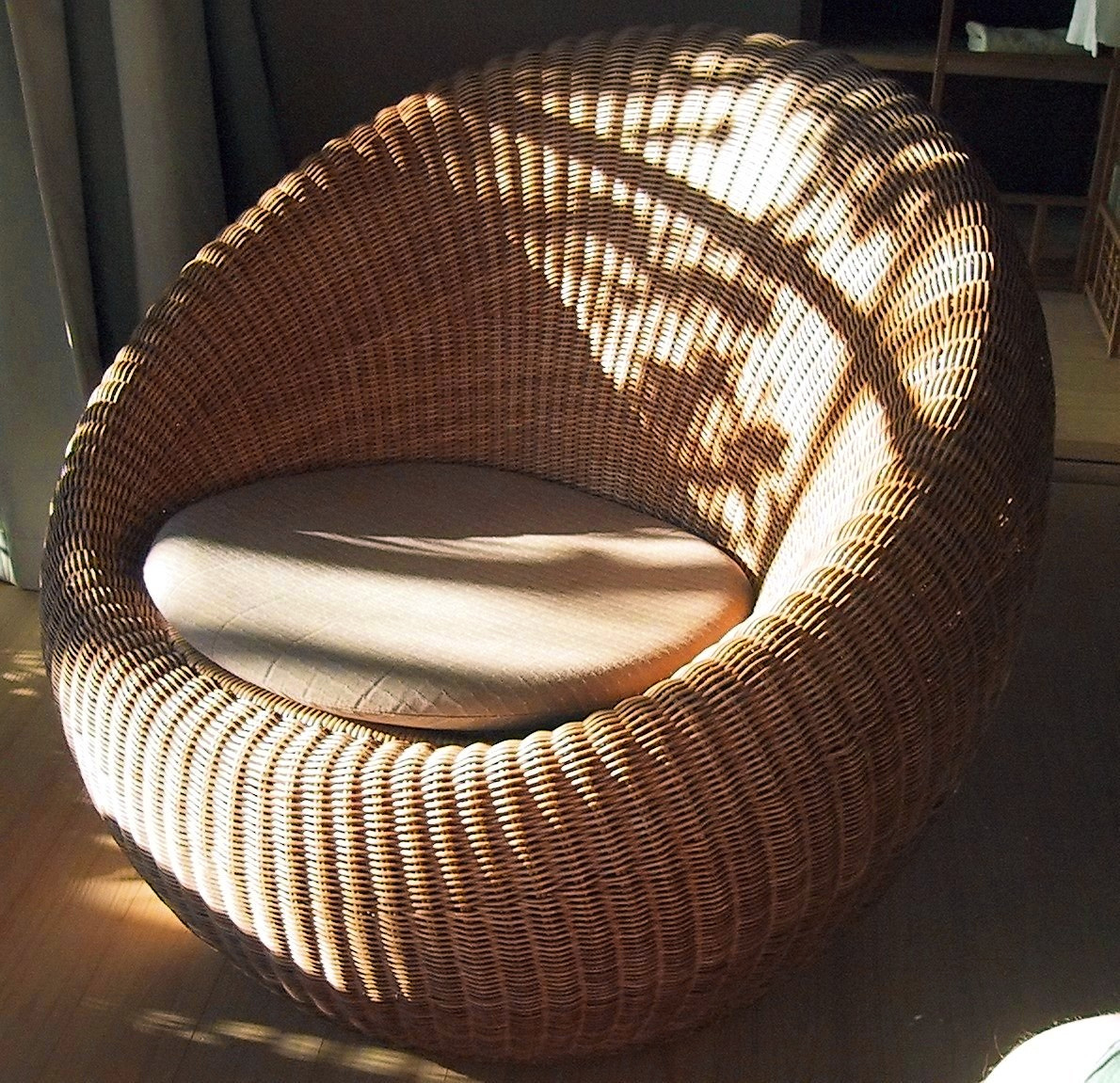
籐の椅子（敧牀という）

籐は通常の木材よりも丈夫な素材で、曲げにも強いため、細く割いて籠を編んだり、太いものは杖や家具のフレームに利用されている。
西館弥輔『籐・蔓・藁細工』では籐原料を以下の三種類に分けている。
丸籐
皮が付いたそのままのもの。丸籐の太さは棟（かん）という単位で表し、細いほうから五棟（ごかん）、四棟（よつかん）、三棟（さんかん）、双棟（そうかん、シュンカン）となり、それ以上は太民（たいみん、ターミン）と呼ばれる。太民は三分、九分のように太さを指定する。
割籐（手挽、元六）
丸籐を皮と芯に分けた後の皮が付いたほうを指す。断面は蒲鉾形。
芯籐（芯、手挽芯）
丸籐を皮と芯に分けた後の芯（内部の肉の部分）のほうを指す。断面が蒲鉾形のものを半芯または蒲鉾、断面が円形のものを丸芯という。
現代では丸籐と割籐に大別し、丸籐を四棟、三棟、双棟、太民の4種、割籐を丸芯籐、半芯籐、皮籐の3種として整理されることもある。
日本には籐は自生していないが椅子や杖、籠などに取り入れられる。なお、南西諸島（トカラ列島の宝島以南）には籐に似たトウツルモドキ科のトウツルモドキが分布しており、かつては籐と同じように民具の素材に利用されていた。

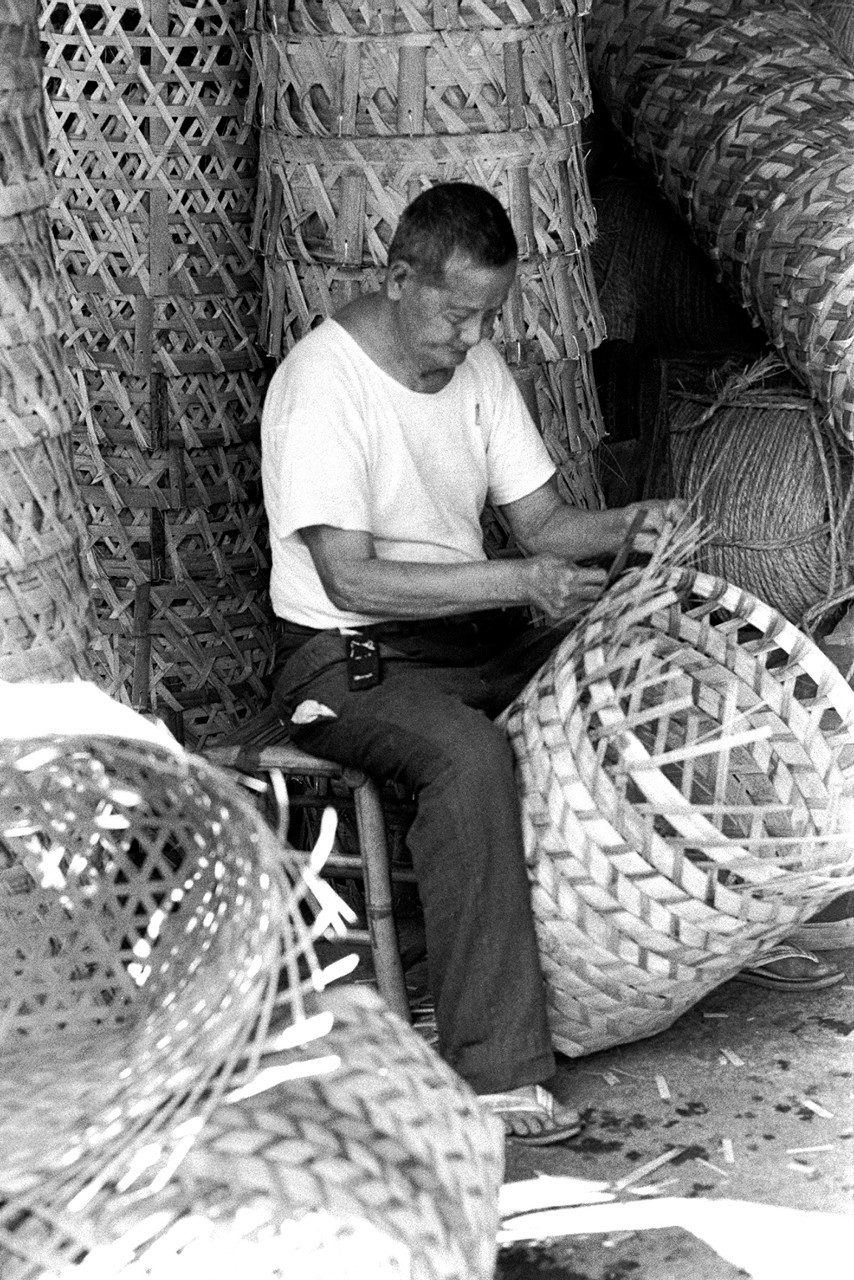
淡水区の職人
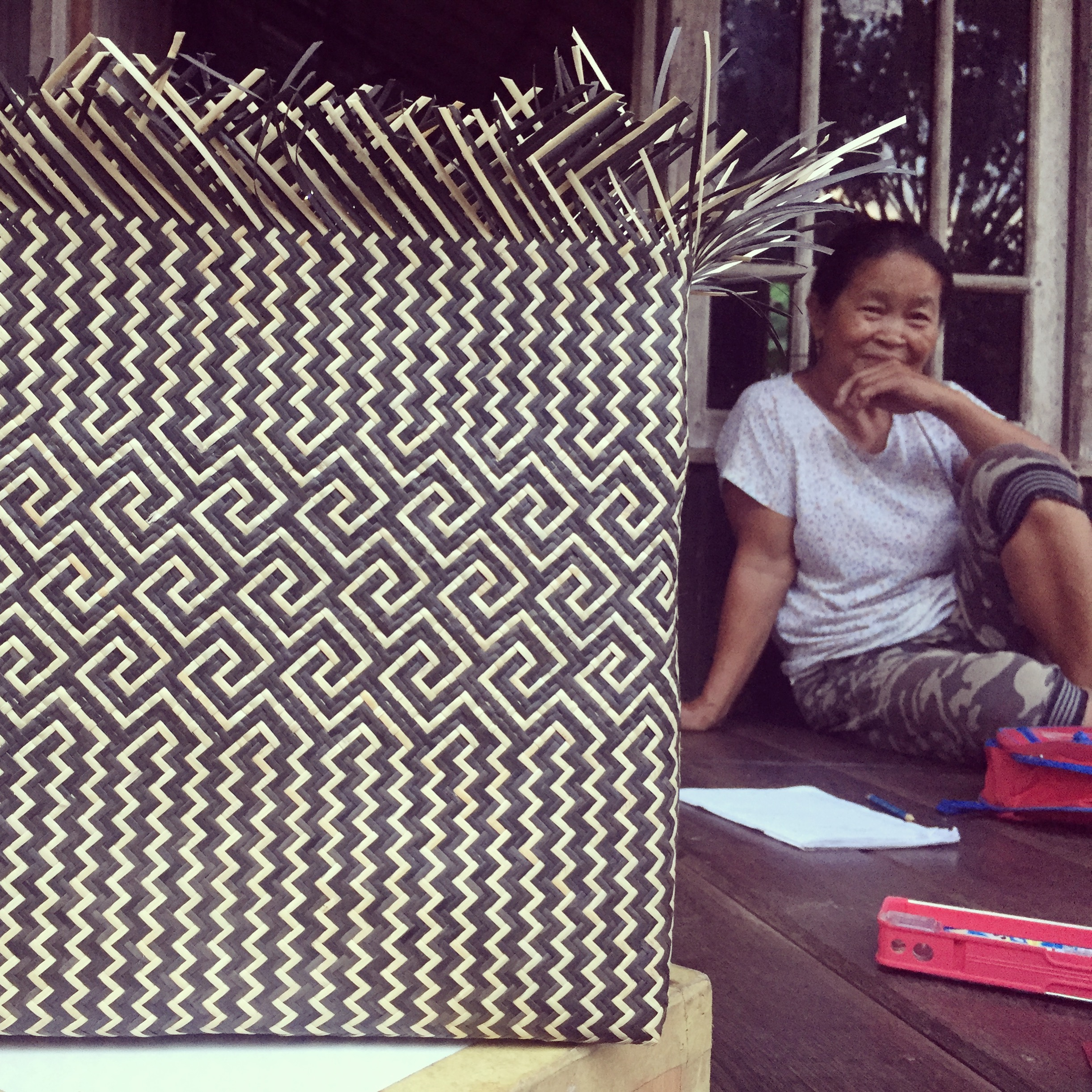
北バリト県（英語版）の職人と珍しい籠目の籠
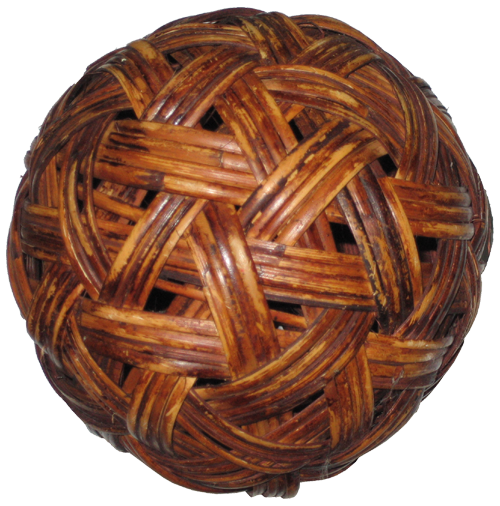
セパタクローの籐製のボール
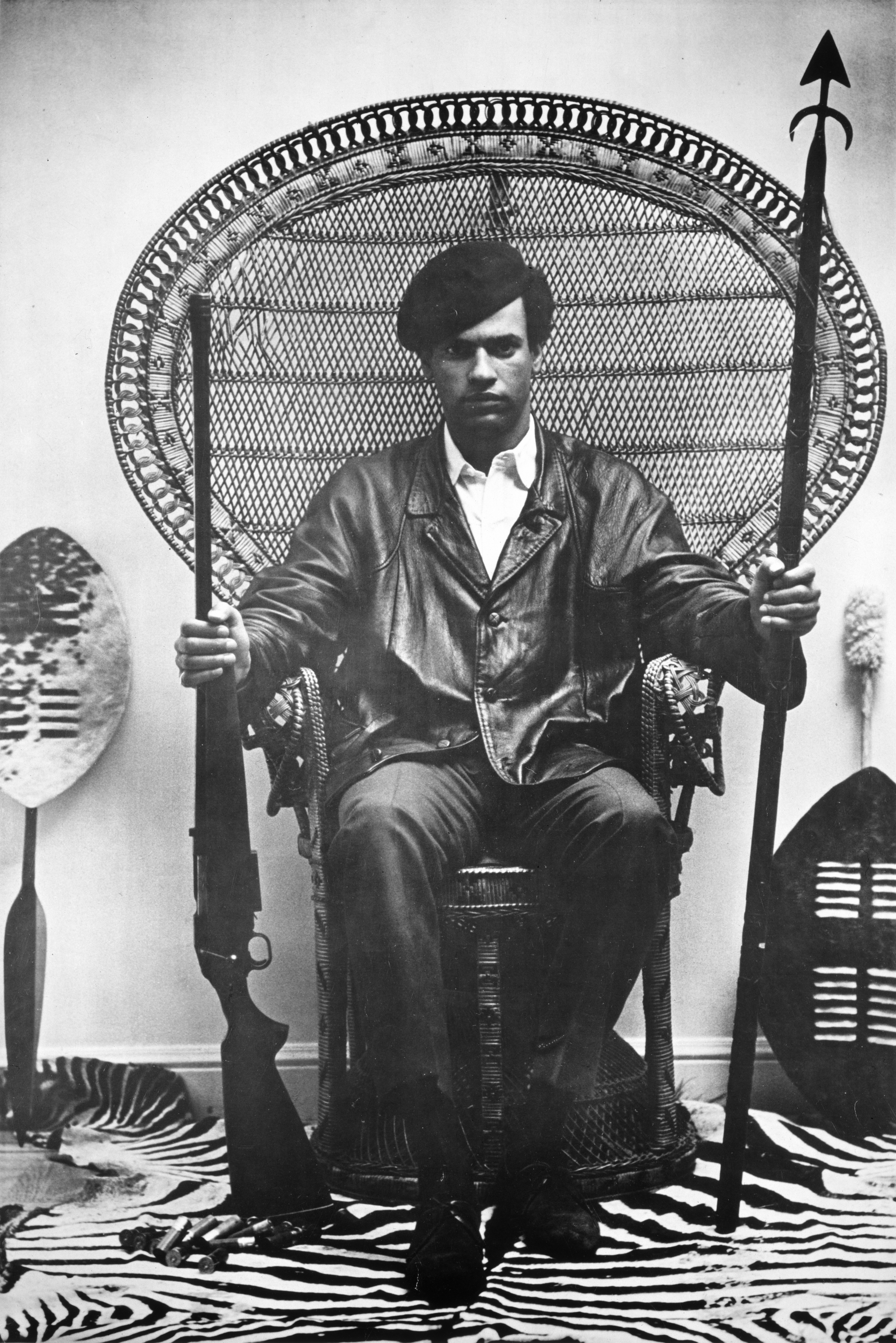
ピーコックチェア（英語版）に座るヒューイ・P・ニュートン
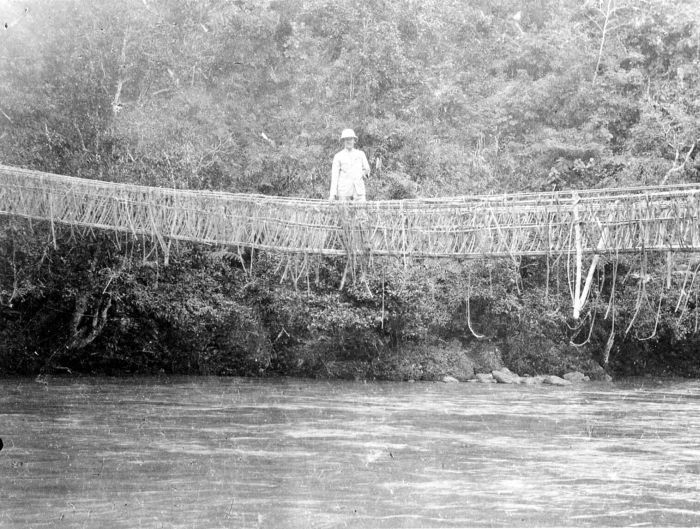
スラウェシ島ママサ県（英語版）のトラジャ族の籐の橋に立つヨーロッパ人
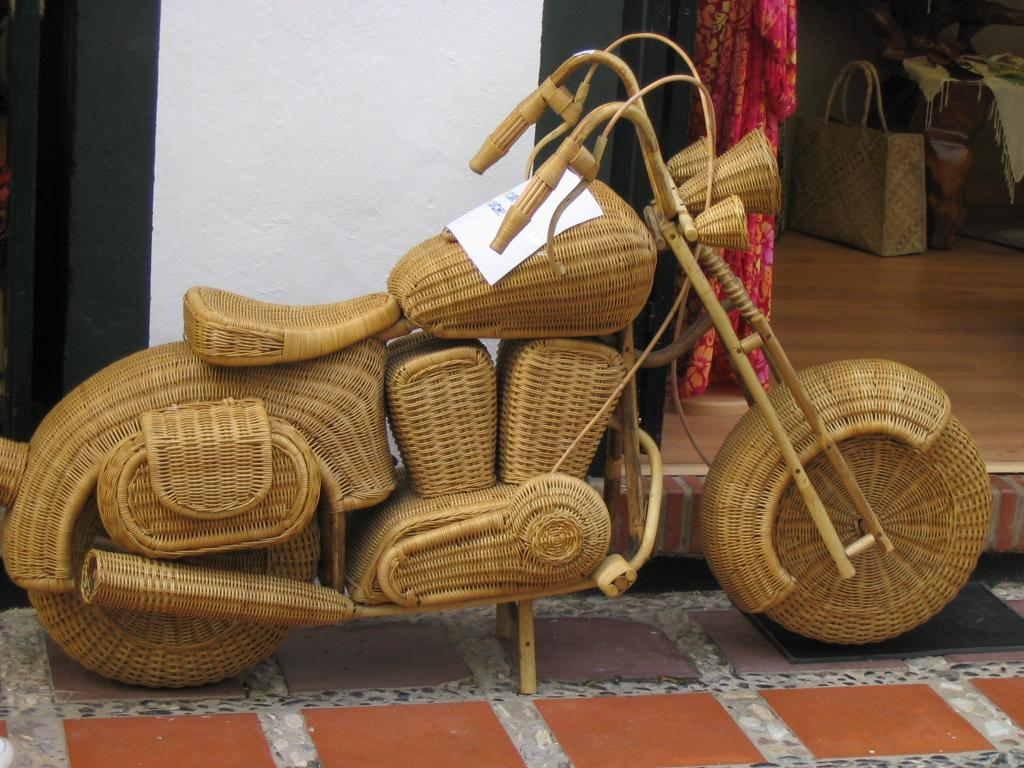
バイク
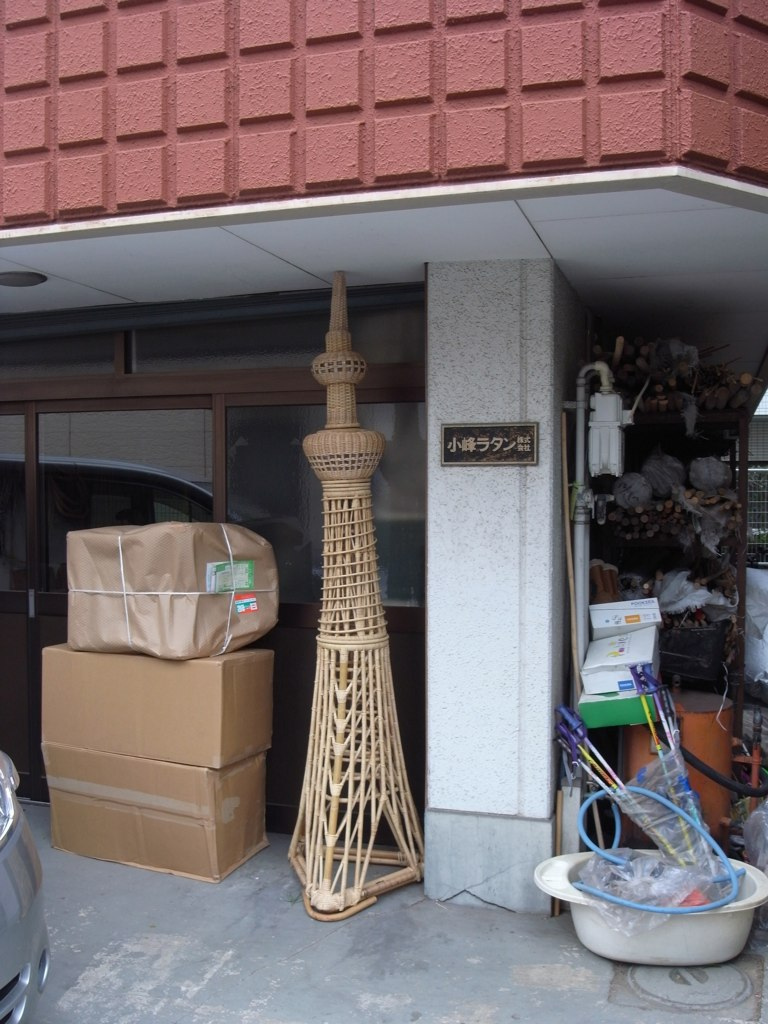
スカイツリーの模型
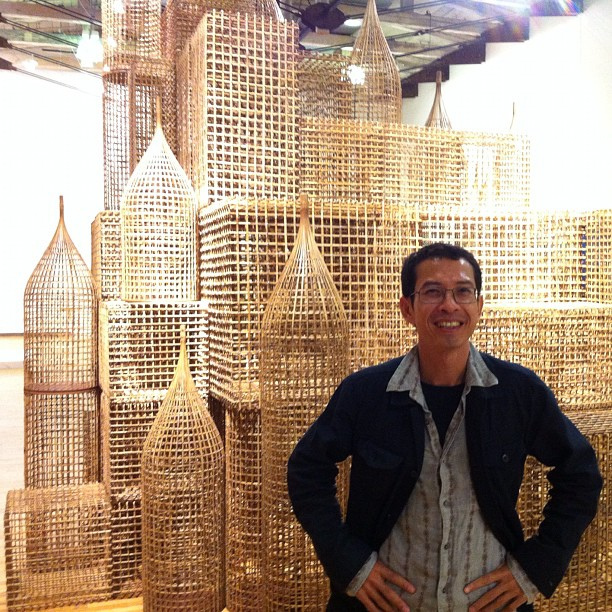
ソピアップ・ピッチ（英語版）と作品

### その他の利用
- トウの種類によってはタケノコのように茎の先端部を食用にできるものもある[1]。
- 籐製の鞭はシンガポールやマレーシアなどで行われている鞭打ち刑や武術などで使用されている。ケイン (鞭)を参照。
- トウの仲間に赤い樹脂が得られるキリンケツ（麒麟血、麒麟竭、Daemonorphops draco）があり、樹脂は染料のほか防蝕剤などにも用いられる[5]。竜血を参照。

## 籐と藤
漢字の籐は竹冠であり、草冠の藤（フジ）とは異なる（トウはヤシ科トウ属の蔓性木本、フジはマメ科フジ属の蔓性落葉木本）。ただし、中国語ではトウを藤と書き、フジ属は紫藤という。中国語の籐は第一義では竹の器のことを指し、転じて竹に似たつる植物のことも指す。